# العلاقات البيروية الميكرونيسية
العلاقات البيروفية الميكرونيسية هي العلاقات الثنائية التي تجمع بين بيرو وولايات ميكرونيسيا المتحدة.

## مقارنة بين البلدين
هذه مقارنة عامة ومرجعية للدولتين:
| وجه المقارنة                                              | بيرو                                   | ولايات ميكرونيسيا المتحدة |
| --------------------------------------------------------- | -------------------------------------- | ------------------------- |
| المساحة (كم2)                                             | 1.29 مليون                             | 702                       |
| عدد السكان (نسمة)                                         | 32.16 مليون                            | 105.54 ألف                |
| الكثافة السكانية (ن./كم²)                                 | 24.93                                  | 15.03 ألف                 |
| العاصمة                                                   | ليما                                   | باليكير                   |
| اللغة الرسمية                                             | اللغة الإسبانية، اللغة الأيمرية، كتشوا | لغة إنجليزية              |
| العملة                                                    | سول بيروفي جديد                        | دولار أمريكي              |
| الناتج المحلي الإجمالي (بليون دولار)                      | 211.39 مليار                           | 336.43 مليون              |
| الناتج المحلي الإجمالي (تعادل القوة الشرائية) بليون دولار | 393.13 مليار                           | 365.27 مليون              |
| الناتج المحلي الإجمالي الاسمي للفرد دولار أمريكي          | 6.03 ألف                               | 3.02 ألف                  |
| الناتج المحلي الإجمالي للفرد دولار أمريكي                 | 11.99 ألف                              |                           |
| مؤشر التنمية البشرية                                      | 0.740                                  | 0.640                     |
| رمز المكالمات الدولي                                      | +51                                    | +691                      |
| رمز الإنترنت                                              | .pe                                    | .fm                       |
| المنطقة الزمنية                                           | توقيت بيرو، 00                         |                           |

## منظمات دولية مشتركة
يشترك البلدان في عضوية مجموعة من المنظمات الدولية، منها:
| علم المنظمة | اسم المنظمة                               | تاريخ انضمام بيرو | تاريخ انضمام ولايات ميكرونيسيا المتحدة |
| ----------- | ----------------------------------------- | ----------------- | -------------------------------------- |
|             | مؤسسة التنمية الدولية                     | 30 أغسطس 1961     | 24 يونيو 1993                          |
|             | يونسكو                                    | 21 نوفمبر 1946    | 19 أكتوبر 1999                         |
|             | وكالة ضمان الاستثمار متعدد الأطراف        | 2 ديسمبر 1991     | 11 أغسطس 1993                          |
|             | الأمم المتحدة                             | 31 أكتوبر 1945    | 17 سبتمبر 1991                         |
|             | البنك الدولي للإنشاء والتعمير             | 31 ديسمبر 1945    | 24 يونيو 1993                          |
|             | الاتحاد الدولي للاتصالات                  | 12 يوليو 1915     | 18 مارس 1993                           |
|             | منظمة حظر الأسلحة الكيميائية              | ?                 | ?                                      |
|             | مؤسسة التمويل الدولية                     | 20 يوليو 1956     | 24 يونيو 1993                          |
|             | المركز الدولي لتسوية المنازعات الاستشارية | 8 سبتمبر 1993     | 24 يوليو 1993                          |

## وصلات خارجية
- موقع وزارة الخارجية البيروفية